# Saint-Benoît-sur-Loire
Saint-Benoît-sur-Loire (wörtlich: St. Benedikt an der Loire) ist eine französische Gemeinde mit 1.993 Einwohnern (Stand 1. Januar 2022) im Département Loiret in der Region Centre-Val de Loire.

## Geographie
Die Gemeinde liegt am rechten Ufer der Loire, an der nordöstlichen Gemeindegrenze verläuft der Fluss Bonnée.

## Geschichte

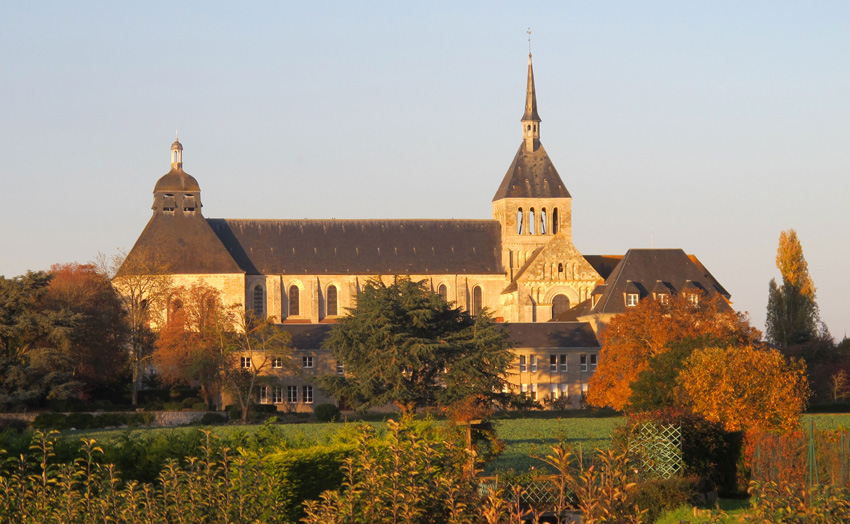
Abteikirche

Der Ort ist bekannt für seine romanische Benediktinerabtei, in der sich Reliquien des heiligen Benedikt von Nursia befinden sollen. Die Abtei wurde um 640 gegründet und erlangte große Berühmtheit. Vor allem im Mittelalter war die Klosterkirche von Saint-Benoît-sur-Loire ein Ziel für viele Pilger und Wallfahrer. Ebenfalls großes Ansehen genoss die vom hl. Odo von Cluny gegründete Klosterschule.
Früher trug der Ort den Namen Fleury; seine Umbenennung in Saint-Benoît-sur-Loire erfolgte, nachdem 653 die Gebeine des hl. Benedikt von Monte Cassino hierher gebracht worden waren. 1562 wurde die Abtei von den Hugenotten zerstört, und die reiche Bibliothek ging verloren.
Die derzeit vierzig im Kloster lebenden Benediktinermönche bevorzugen bis heute den alten Namen Fleury. Die Einwohner des Dorfes hingegen bezeichnen sich selbst jedoch als Benoîts, also als Benediktiner.

### Bevölkerungsentwicklung
| Jahr                       | 1962 | 1968 | 1975 | 1982 | 1990 | 1999  | 2008 | 2018 |
| Einwohner                  | 1440 | 1597 | 1790 | 1925 | 1880 | 51876 | 1999 | 2017 |
| Quellen: Cassini und INSEE |      |      |      |      |      |       |      |      |

## Persönlichkeiten
Max Jacob (1876–1944), französischer Dichter, Maler und Schriftsteller, lebte von 1921 bis 1928 und dann wieder ab 1936 in Saint-Benoît-sur-Loire, wo er auch begraben ist.

## Gemeindepartnerschaften
Eine Gemeindepartnerschaft besteht seit 1984 mit der deutschen Gemeinde Tholey im Saarland, die ebenfalls durch eine Benediktinerabtei bekannt ist.